# Pintín Castellanos
Horacio Antonio Castellanos Alves (Montevideo, Uruguay, 10 de junio de 1905 – ibídem, 2 de julio de 1983), conocido con el apodo de Pintín Castellanos, fue un pianista, compositor, letrista y director de orquesta dedicado al género del tango. Era uno de los últimos grandes compositores de tangos de su país, tuvo continuos éxitos y su tema La puñalada, fue su máxima creación. Grabada como milonga por primera vez en 1937 por el maestro argentino Juan D'Arienzo, se vendieron de ella 20 millones de discos.

## Actividad profesional
Nació donde se juntan las calles Andes y Canelones, en pleno centro de la ciudad de Montevideo y su infancia transcurrió en un ambiente «consustanciado con el ambiente orillero», según sus palabras, en el cual las melodías populares de la época, tangos y candombes, influyeron profundamente en su espíritu. A los 14 años de edad compuso su primera composición, el tango El pirata. Quienes lo conocieron en su juventud lo describen como un hombre de buen porte, buen vestir, aficionado al deporte y apasionado por la música.
No existen mayores datos sobre la actividad anteriores al año 1933 en que creó un tango al que tituló La puñalada que ya había ejecutado en un club nocturno de Carrasco donde tocaba el piano cuando en 1937 se convirtió en su máximo logro y le proporcionó fama.
En 1937 D'Arienzo llegó a Montevideo para animar los bailes de Carnaval del Teatro Solís y se hizo amigo de Pintín Castellanos, con quien solía reunirse en el Bar Tupí, y allí el compositor le entregó la partitura de La puñalada y el director le prometió estrenarla. De vuelta al hotel la estudió con Rodolfo Biagi y Domingo Moro y no les convencía; era un tango con el formato antiguo de una introducción y tres partes, pero D'Arienzo estaba decidido a cumplir su compromiso de estrenarlo. Entonces uno de los presentes propuso adaptarlo como milonga aprovechando la circunstancia de que su formato lo permitía y así lo hicieron. Tal fue el éxito que a partir de allí la orquesta de D'Arienzo se proyectó a los primeros planos y La puñalada se mantuvo como uno de los temas característicos de su repertorio.
En 1939, Castellanos formó su orquesta en la que estaba como primer violinista era Alfredo Gobbi y cuyo cantor era Eduardo Ruiz, reemplazado más adelante por Enrique Campos, con la que actuó en El Palacio de la Cerveza de la calle Yatay de Montevideo. Castellanos privilegiaba lo rítmico, la percusión, por eso en sus creaciones abundaban las milongas y candombes.
En 1943 grabó en Buenos Aires con su Quinteto Canyengue, para un sello uruguayo, dos obras que había compuesto el tango Dejame ser como soy y el candombe Canyengue negrero, ambos de su autoría, con la voz de Carlos Valle. Después registró para la discográfica Sondor otros 14 temas de su autoría al piano con acompañamiento de tamboriles o bien con el guitarrista uruguayo Zabaleta y bandoneón, todos obra de su inspiración: el bolero Adiós (La tarde que partí); el candombe Bronce; las milongas Academia, Aprontate, Meta fierro, dedicada al corredor de automovilismo Héctor Supicci Sedes y La puñalada y los tangos Besos de mujer, De galerita y bastón, Entre cortes y quebradas, La estancia, Fantasía, Francia eterna, Matos Rodríguez, que había compuesto apenas fallecido el autor de La cumparsita y Para campeones. A esas grabaciones siguieron otras en la década de 1950.
Algunos intérpretes grabaron otras obras de Castellanos además de La puñalada. En primer lugar Juan D'Arienzo, que registró el tango Don Horacio (1947) y, en versión instrumental, las milongas A puño limpio (1950), Barrio de guapos (1958), Candombe oriental (1941), Cajita de música (1940), La endiablada (1955), Meta fierro (1939), Me gusta bailar milonga (1944), Peringundín (1953), El potro (1949), El temblor (1938), Tirando a matar (1942) y además, Chaparrón (1946) con letra de Francisco García Jiménez y Candombe rioplatense (1943), con la de Carmelo Santiago. Otros que llevaron al disco obras suyas fueron Julio De Caro que en 1930 para la discográfica Brunswick registró el tango Anocheciendo, con la voz de Luís Díaz. Charlo con acompañamiento de guitarras registró El pájaro muerto, un tango con el que homenajeó Carlos Gardel, apenas fallecido; el 15 de agosto de 1935, Francisco Lomuto grabó Besos de mujer, con el estribillo a cargo de Jorge Omar; el 20 de marzo de 1941 Enrique Rodríguez grabó con la voz de Armando Moreno su tema Nyanzas y Malevos cuyo título hace referencia a dos de los grupos –denominados “naciones”- cada uno a cargo de un jefe que en Montevideo participaban en la fiesta de los candombes y otros jubileos a cargo de los negros.
Pintín Castellanos escribió el libro Entre cortes y quebradas, editado en Montevideo en 1948, en cuyas 95 páginas hace 22 comentarios sobre su querida ciudad y sus costumbres desde la época de la Colonia en adelante.
Estaba casado con María del Carmen Pfeiff y falleció el 2 de julio de 1983 en Montevideo por problemas respiratorios complicados con una afección cardiaca.